# Naya Baradwar
Naya Baradwar é uma cidade e uma nagar panchayat no distrito de Janjgir-Champa, no estado indiano de Chhattisgarh.

## Demografia
Segundo o censo de 2001, Naya Baradwar tinha uma população de 6228 habitantes. Os indivíduos do sexo masculino constituem 51% da população e os do sexo feminino 49%. Naya Baradwar tem uma taxa de literacia de 66%, superior à média nacional de 59,5%: a literacia no sexo masculino é de 77% e no sexo feminino é de 55%. Em Naya Baradwar, 14% da população está abaixo dos 6 anos de idade.